# Kids in America
Kids in America es el segundo álbum del grupo pop alemán Touché, lanzado el 16 de noviembre de 1998. Fue producido por el alemán Dieter Bohlen.

## Lista de canciones
Todas las canciones escritas y compuestas por Joseph Cooley, excepto canción 1. 
| N.º   | Título                        | Escritor(es)                                 | Duración |  |
| 1.    | «Y.M.C.A.» (Rap Version)      | Jacques Morali, Henri Belolo y Victor Willis | 3:14     |  |
| 2.    | «This Goodbye Is Not Forever» |                                              | 3:36     |  |
| 3.    | «Kids in America»             |                                              | 3:31     |  |
| 4.    | «I Do Everything for You»     |                                              | 4:25     |  |
| 5.    | «It's Okay»                   |                                              | 3:28     |  |
| 6.    | «Alone in My Bed»             |                                              | 3:30     |  |
| 7.    | «And When I Die»              |                                              | 3:22     |  |
| 8.    | «Heaven Tonight»              |                                              | 3:39     |  |
| 9.    | «I Wanna Be Your Man»         |                                              | 4:14     |  |
| 10.   | «Step by Step»                |                                              | 3:33     |  |
| 11.   | «There's Nobody»              |                                              | 3:26     |  |
| 40:14 |                               |                                              |          |  |

## Listas musicales de álbumes
| País (1998) | Mejor posición |
| ----------- | -------------- |
| Alemania    | 89             |

## Créditos
- Música y letra: Joseph Cooley (canciones 2 a 11)
- Arreglos: Lalo Titenkov
- Producción: Dieter Bohlen
- Coproducción: Luis Rodríguez
- Publicación: Hansa/Hanseatic
- Distribución: BMG Records
- Dirección de Arte: Bagusch@dangerous.de Berlín
- Fotografía: Kramer & Giogoli
- Rap – Krayzee (canción 1)